# Енеркон Е-126
Енеркон Е–126 је највећа ветроелектрана направљена до данас. Производи је немачка компанија Енеркон. Кућиште генератора се налази на висини од 135 m, пречник ротора је 126 m (по чему је електрана и добила назив), док је укупна висина коју досеже лопатица ротора 198 m. Захваљујући својој величини, свака електрана може да произведе до 7,58 мегавата.